# Asientos
Asientos è un comune (40.547 ab.) del Messico, situato nella parte nord-est dello stato di Aguascalientes, il cui capoluogo è la località omonima. Si trova approssimativamente a 61 km dalla città di Aguascalientes. Le sue coordinate sono 21º 14" N e 102º 18" W, ad un'altezza di 2150 m s.l.m.

Si divide in 67 località, di cui quelle più importanti sono: Real de Asientos, sede del comune e Villa Juárez. Nella parte nord-ovest si ammira la cordigliera montagnosa Sierra de Asientos. La cima più alta è il monte Altamira: 2600 m s.l.m. Fu fondato da Francisco Ibarra, Cadeau Benito Gaspar de Larrañaga e Juan Ignacio de Larrañaga Saucedo. Conta una superficie di 547,74 km², che rappresenta 9.84% del territorio dello stato.

## Località principali
La città di Real de Asientos è a capo dell'omonimo comune e le sue principali località sono: 
- Villa Juárez con 3 749 abitanti.
- Cienega Grande con 2 449 abitanti.
- Guadalupe de Atlas con 1 507 abitanti.
- Pilotos con 1 190 abitanti.

## Distanze
- Aguascalientes 59 km
- Calvillo 111 km
- Jesús María 58 km
- Rincón de Romos 28 km
- Tepezalá 12 km